# Micheline Carrier
Micheline Carrier est une enseignante, journaliste, essayiste et éditrice canadienne née le 31 juillet 1944 à Mont-Joli au Québec et morte le 22 juin 2019.
Engagée pour la cause des femmes et la défense de leurs droits, Micheline Carrier publie de nombreux essais engagés à partir des années 1980. Elle crée en 2002 avec Élaine Audet le site internet Sisyphe.org, espace de diffusion d'idées et de recherches féministes qui devient la maison d'édition Sisyphe en 2005.

## Biographie

### Jeunesse et études
Micheline Carrier naît le 31 juillet 1944, à Mont-Joli dans la région du Bas-Saint-Laurent au Québec.
Elle étudie au collège des Ursulines de Rimouski entre 1961 et 1964 puis se lance dans des études supérieures à l’université d’Ottawa. Elle passe une première licence en philosophie en 1967 et une seconde en histoire en 1974. Elle suit en 1977 les enseignements de la maîtrise en histoire de l’université Laval à Québec.

### Enseignante
Micheline Carrier se lance dans l’enseignement après avoir obtenu sa licence philosophie en 1967. Elle travaille à Embrun en Ontario, à Rimouski, en Côte d'Ivoire et au Tchad puis retourne au Québec à la Commission scolaire régionale de l’Outaouais.

### Journaliste
Micheline Carrier devient journaliste en 1976. Elle collabore avec le journal Le Devoir, la revue Châtelaine, La Gazette des femmes publiée par le Conseil du statut de la femme ou encore Protégez-vous, consacré au monde de la consommation.
Elle reçoit en 1979 le deuxième prix de la Fondation nationale des grands prix de magazines canadiens pour son reportage La Pornographie galopante paru dans Châtelaine.
Elle dirige les six numéros du bulletin d’information et de critique sociale Contre la violence en 1980 et 1981.

### Essayiste
Micheline Carrier écrit ou coécrit plusieurs ouvrages sur la défense des droits des femmes. Elle publie en 1980 La Violence : riposte des pouvoirs menacés, puis Les Femmes et la Constitution au Canada l’année suivante. Viennent ensuite La Violence faite aux femmes en milieu conjugal : le produit d’une société sexiste en 1982, La pornographie, base idéologique de l’oppression des femmes et Doit-on pendre Jocaste? en 1983, ou encore La danse macabre : violence et pornographie en 1984.
Elle reçoit en 1998 avec Colette Gendron un prix du ministère de l’Éducation du Québec en 1998 pour La mort, condition de la vie, publié aux Presses de l’Université du Québec l’année précédente.

### Éditrice
Micheline Carrier crée en 2002 avec une autre journaliste engagée et poétesse, Élaine Audet, le site internet Sisyphe.org afin de rassembler et diffuser les idées et les recherches féministes.  En 2019, le site revendique plus de 5 000 articles. D’après Élaine Audet, « Micheline Carrier a choisi le nom de « Sisyphe » pour son site Web parce que c’est un symbole à la fois de liberté, de détermination et de vigilance pour les femmes qui doivent toujours recommencer à faire valoir leur droit à l’existence et à la parole. »
En 2005, les deux femmes lancent les éditions Sisyphe où elles publient des essais sur des sujets sociaux et politiques d’actualité avec un angle féministe.
Elles reçoivent en 2016 le prix PDF Québec.
Micheline Carrier meurt le 22 juin 2019.

## Publications
- La violence : riposte des pouvoirs menacés, 1980, 131 p.
- Les Femmes et la constitution au Canada, Ottawa, Conseil consultatif canadien de la situation de la femme, 1981, 255 p.
- La violence faite aux femmes en milieu conjugal : le produit d'une société sexiste, Ottawa, Le Programme de promotion de la femme, Secrétariat d'État, 1982, 108 p.
- Doit-on pendre Jocaste?, Sillery, Quebec, Apostrophe, 1983, 98 p.
- La pornographie : base idéologique de l'oppression des femmes, 1983, 77 p.[4]
- La danse macabre : violence et pornographie, Sillery, Quebec, Apostrophe, 1984, 124 p.[4]
- La mort, condition de la vie, avec Colette Gendron, Presses de l’Université du Québec, Québec, 1997[5]

## Distinctions reçues
- 2016 - prix PDF Québec